# 崔三戟
崔耀廷，一作崔三戟、崔山载，山西壺關縣人，清朝政治人物，同進士出身。
嘉慶二十五年（1820年）庚辰科进士，任云南广通县知县。